# Aušra Bimbaitė
Aušra Bimbaitė (Rokiškis, 10 ottobre 1982) è un'ex cestista lituana.

## Carriera
Con la Lituania ha disputato i Campionati mondiali del 2006 e quattro edizioni dei Campionati europei (2001, 2005, 2009, 2011).